# Вулиця Героїв України (Вільнюс)
Вулиця Героїв України (лит. Ukrainos didvyrių) — одна з вулиць міста Вільнюс (Литва).

## Історія
До 2022 року це була безіменна вулиця.
9 березня 2022 року міська рада Вільнюса назвала безіменну вулицю на честь Героїв України. Про це повідомив мер Вільнюса Реміґіюс Шимашюс.
Мер сказав, що поговорив з міністром транспорту та комунікацій Литви Маріусом Скуодісом про те, що пошта Литви не повинна доставляти листи, якщо адреса вказана неправильно.

## Установи
- Буд. № 2 — Посольство Росії в Литві[ru]